# Austraal-Aziatische Middelzee

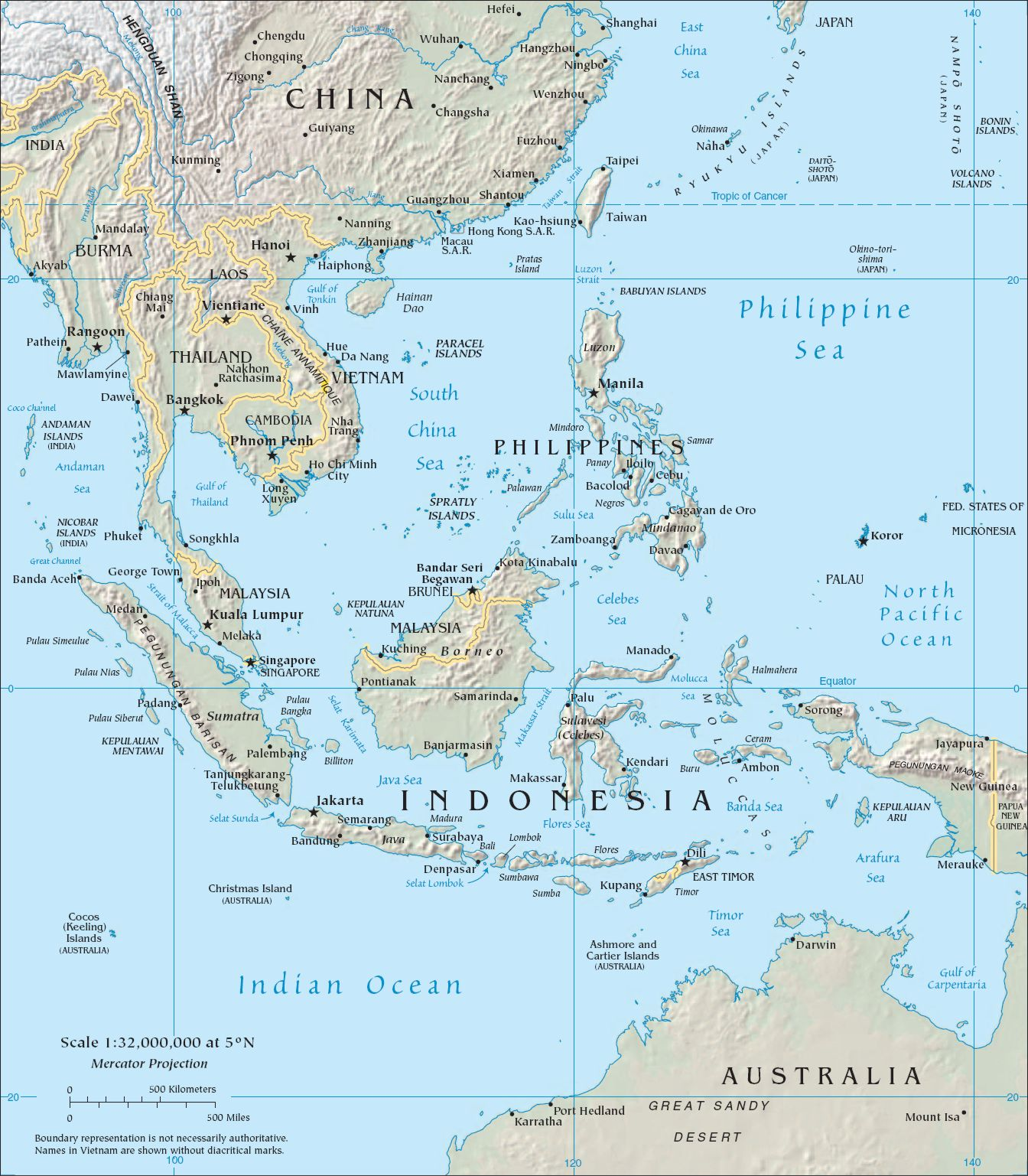
Austraal-Aziatische Middelzee

De Austraal-Aziatische Middelzee is een middellandse zee en vormt een verzameling van zeeën in de wateren van Indonesië. Ze is gelegen tussen de Indische en de Grote of Stille Oceaan, waarbij ze gerekend wordt tot de laatste. De Austraal-Aziatische Middelzee is tot 7.440 meter diep en heeft een oppervlakte van 9,08 miljoen km². 
Onderdeel van de Austraal-Aziatische Middelzee zijn onder andere de Arafurazee, de Balizee, de Bandazee, de Celebeszee, de Golf van Carpentaria, de Golf van Thailand, de Floreszee, de Javazee, de Timorzee en de Zuid-Chinese Zee.